# 斯賓塞·列文
斯賓塞·列文（Spencer Joseph Levin）是美國的一位高爾夫球運動員。他現在參加PGA巡迴賽的賽事。

## 外部連結
- 斯賓塞·列文在PGA巡迴賽的官方網站
- 斯賓塞·列文在男子高爾夫世界排名的官方網站